# Каменна-Рикса
Каменна-Рикса (болг. Каменна Рикса) — село в Болгарии. Находится в Монтанской области, входит в общину Георги-Дамяново. Население составляет 163 человека.

## Политическая ситуация
Каменна-Рикса подчиняется непосредственно общине и не имеет своего кмета.
Кмет (мэр) общины Георги-Дамяново — Дилян Станимиров Димитров (Граждане за европейское развитие Болгарии (ГЕРБ)) по результатам выборов в правление общины.